# きそ (フェリー・初代)
きそは、太平洋フェリーが運航していたフェリー。本項目では1987年就航の初代を取り扱う。

## 概要
あるかすの代船として三菱重工業下関造船所で建造され、1987年10月に就航した。
きそ (2代)の就航により、2004年に引退した。一時的に両船が同時に就航したため、2代目はニューきそと呼称されていた。
2004年8月、ヘレニック・シーウェイズに売却されて、OCEAN TRAILERとなった。
2005年、グリマルディグループに売却され、ジェノヴァ - バルセロナ航路でRO-RO船として運航された。
2007年、HELLENIC VOYAGERと船名を変更、コリントス - マルゲラ航路で引き続きRO-RO船として運航された。
2009年、改装されてピレウス - パロス - コス - ロドス航路でクルーズフェリーとして運航された。
2010年、船名をNISSOS RODOSと変更、2011年5月に係船された。
2012年、トルコのSisa Shipping Lineに傭船されて、トルコのイスケンデルンとエジプトを結ぶ航路で運航された。その後再び、コリントス - マルゲラ航路でRO-RO船として運航された。
2015年6月からはピレウス - シロス - ミコノス - パトモス - イカリア - サモス - ティノス - ミティリーニ - リムノス - カヴァラ航路で運航されている。

### 就航航路
太平洋フェリー
- 名古屋港 - 仙台港 - 苫小牧港

## 設計
昭和60年代に入り創業時から使用し続け船齢15年を迎えた所有船が不経済となりつつある中で「省エネルギー」「省力化」「トラック収容力の拡大」「楽しめる船旅」を基本コンセプトとした効率化船とした。輸送目的だけではなく豪華な雰囲気や気品を備える形で展望通路の設置やギャレーを中心にレストラン・宴会場・バー・スタンドコーナーを直結し動線を徹底的に追求したアイデアも織り込まれた。船内のデザインは、以後の太平洋フェリーの旅客重視の豪華な船内の発祥となった。

### 船内
Aデッキ
- 展望室（25席）
- オープンスカイホール

Bデッキ
- スイートルーム（4室）
- 特等室（洋室16室・和室2室）
- ミーティングルーム（200席）
- 案内所
- 売店
- 宴会場・大広間「木曽路」（30席）
- スタンド「マーメードクラブ」
- レストラン「ウィンザーハウス」(158席 後にエメラルドに改称）
- バー「べんぼう亭」（16席 後にスタンドコーナー拡張部に変更）
- 展望通路
- サニーガーデン
- ホール「オーロララウンジ」（150席）

Cデッキ
- 1等室（40室 洋室・和洋室・和室）
- 2等寝台（9室 後に7室を2段ベッド「B寝台」と2室を1室化しカプセルベッド「A寝台」とする）
- 2等和室（6室）
- ドライバー室（3室）
- エントランスホール
- ゲームコーナー
- カードルーム（後にミニシアターに変更）
- チルドレンルーム（後にカードルームに変更）
- 展望大浴場